# حرائق الغابات الإندونيسية 1997
حرائق الغابات الإندونيسية 1997 هي حرائق استمرت لفترة طويلة حتى عام 1998، ربما كانت من بين اثنين أو ثالث أكبر مجموعة حرائق الغابات في القرنين الماضيين من التاريخ المسجل.
في منتصف عام 1997 بدأت حرائق الغابات التي اندلعت في إندونيسيا في التأثير على البلدان المجاورة، ونشرت غيوم كثيفة من الدخان والضباب إلى ماليزيا وسنغافورة. ثم قام رئيس الوزراء الماليزي مهاتير بن محمد بالبحث يائسًا عن حل، واستناداً إلى خطة قام بها رئيس إدارة الحرائق والإنقاذ الماليزية أرسل فريقًا من رجال الإطفاء الماليزيين إلى إندونيسيا تحت الاسم الرمزي «عملية الضباب». كتخفيف من تأثير الضباب على الاقتصاد الماليزي. تقدر قيمة الأضرار التي لحقت بالضباب على الناتج المحلي الإجمالي الماليزي بنسبة 0.30 في المائة.
جلبت الأمطار الموسمية في أوائل ديسمبر مهلة قصيرة للحل، ولكن بعد فترة وجيزة من عودة الظروف الجافة والحرائق رجعت المسألة لسابق أمرها. بحلول أواخر عام 1997 وأوائل عام 1998 شعرت بروناي وتايلند وفيتنام والفلبين وسريلانكا. بالضباب الناجم عن دخان حرائق الغابات. بحلول الوقت الذي كانت فيه حرائق الغابات في 1997-1998 قد حُرقت أخيرًا حوالي 8 ملايين هكتار من الأراضي، بينما كان ملايين لا يحصى من الناس يعانون من تلوث الهواء.

## الأسباب والتأثير

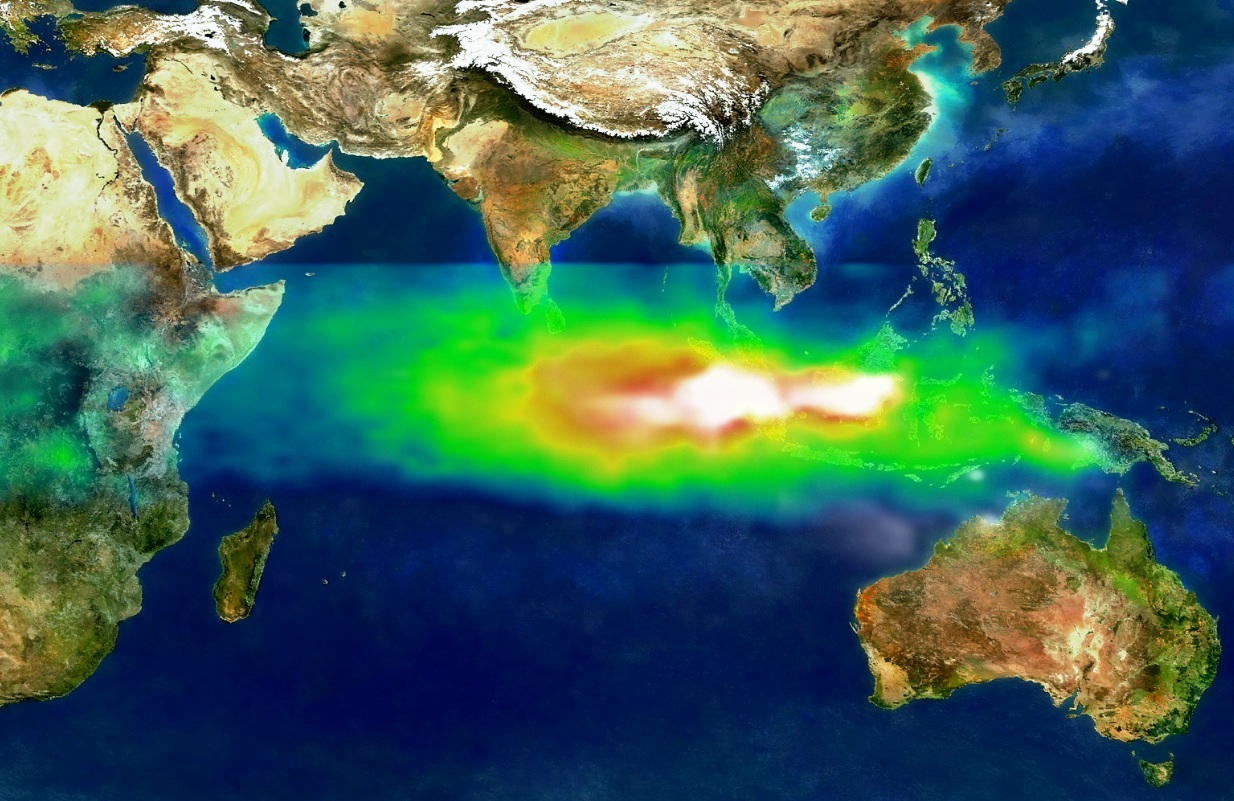
تلوث الهواء في أزمة حرائق الغابات الإندونيسية.

كانت حرائق الغابات الإندونيسية عام 1997 ناجمة عن تغيير استخدام الأراضي مما جعل الغابات المدارية عرضة للحرائق أثناء الجفاف المرتبط بال نينو في ذلك العام. تاريخياً كانت الغابات الإندونيسية تقاوم الاحتراق حتى أثناء المواسم الجافة الطويلة وعلى الرغم من استخدام النار لتطهير الأراضي للزراعة العنيفة. كانت تغييرات استخدام الأراضي التي أدت إلى الحرائق عبارة عن مزيج من قطع الأشجار على النطاق الصناعي، واستنزاف أراضي الخث لتحويلها إلى زين نخيل ومزارع الأشجار سريعة النمو، وبرنامج حكومي ضخم لتصريف المستنقعات وتحويلها إلى حقول الأرز. ما مجموعه 240 شخص لقوا حتفهم في حرائق الغابات.

## التكلفة المتوقعة
تقدر القيمة الاقتصادية الإجمالية للأضرار بشكل متحفظ بنحو 4.47 مليار دولار أمريكي، منها إلى حد بعيد تتحمل إندونيسيا أكبر حصة. يستثني هذا الرقم عددًا من الأضرار التي يصعب قياسها أو تقييمها من الناحية النقدية، مثل فقدان الأرواح البشرية والآثار الصحية على المدى الطويل وبعض خسائر التنوع البيولوجي.
تشير التقديرات إلى أن حرائق الغابات في إندونيسيا في عام 1997 قد أطلقت ما بين 0.81 و2.57 جيجا طن من الكربون في الغلاف الجوي، وهو ما يتراوح بين 13-40 ٪ من انبعاثات ثاني أكسيد الكربون السنوية الناتجة عن حرق الوقود الأحفوري.
كجزء من الخطوات المتخذة لتجنب تكرار الضباب، وافقت رابطة دول جنوب شرق آسيا على الحاجة إلى نظام للإنذار المبكر في خطة العمل الإقليمية للضباب في عام 1998 لمنع حرائق الغابات والضباب الناجم عن ذلك من خلال تحسين سياسات الإدارة وإنفاذها، على سبيل المثال عن طريق نظام تقييم خطر الحريق.